# На игре 2. Новый уровень
«На игре 2. Новый уровень» — российский художественный фильм, впервые вышедший на экраны 15 апреля 2010 года (в России и Казахстане), снятый в жанре боевик.
Фильм является прямым продолжением фильма Павла Санаева «На игре». Фильм снят по мотивам книги Александра Чубарьяна «Игры в жизнь».
Весной 12 марта 2012 года на телевизионном канале «СТС» состоялась премьера восьмисерийного телевизионного фильма «Геймеры», являющегося продолжением фильмов Павла Санаева «На игре» и «На игре 2. Новый уровень».

## Сюжет
Спецоперация завершена, Лебедев везёт геймеров обратно на базу. Рита ранена, её увозят в больницу, не дав Вампиру даже побыть с ней. В полном отчаянии Вампир понимает — игры кончились, ни он, ни Рита, ни кто-либо из его друзей не сможет отступить назад и перестать работать на Бориса Сергеевича. У Вампира зреет план, как вывести Риту из игры. Он отправляет SMS Максиму, и тот соглашается помочь.
Тем временем Покровский решает переправить диски в США на корабле через Босфор. Люди Лебедева отправляют звонком на телефон Покровского запись голоса помощника Покровского, предупреждающего об опасности для его сына, но Покровский ничего не понимает из предсмертной бессвязной речи помощника, и капитан выбрасывает телефон за борт. Координаторы успевают засечь точку потери сигнала и собираются отправить геймеров на новое задание. Во время брифинга операции Лебедеву звонит врач и сообщает, что Рита скончалась. Услышав эту новость, Вампир в панике покидает брифинг и уходит в свою каюту, но едва за ним захлопывается дверь, он, не сдержав эмоций, делает победную стойку — план сработал, Максим вывел Риту из игры, её смерть была инсценирована удачно. Максим просит Риту спрятаться, передать Вампиру координаты и говорит, что не хочет больше участвовать в их делах и предупреждает их самих это прекратить, пока не поздно.
Вампир, Док, Комар и Ян приближаются к кораблю на катере и начинают обстрел членов экипажа. Встретившись на борту с капитаном судна, они узнают, где находится Покровский, и отпускают экипаж. Покровского начинает допрашивать Док, угрожая, что убьёт его сына. Вампир пытается помешать ему, но Док убивает парня. Вампир берёт на прицел всех троих друзей и сообщает, что намерен уничтожить диски. Доктор ехидно замечает, что Вампир не сможет удержать на одной мушке всех троих, но на сторону Вампира неожиданно встаёт Ян. Отправив Доктора и Комара на палубу, Ян предательски бьёт Вампира стволом по голове, отчего тот теряет сознание. Вампир приходит в себя прикованным к ступеням и в окружении взрывных зарядов. Комар оставляет ему бутылку с виски, сказав напоследок: «Вампир, выпей — не страшно будет». Док, Комар и Ян покидают судно. Вампир отчаянно пытается выбраться и уже в последний момент замечает на дне бутылки, оставленной Комаром, ключ. Перед самым взрывом Вампир успевает выпрыгнуть за борт.
Риту находит рабочий грузового судна из Азии, показывает ей фото Вампира и требуемую сумму в десять тысяч долларов, после чего приводит её к контейнеру, где находился Вампир.
Забрав оружие с дачи Длинного, Вампир и Рита пытаются понять, как им исправить наделанные ошибки. Вампир считает, что в одиночку ему не справиться с бывшими товарищами по команде, но Рита замечает, что он не один. Между молодыми людьми вспыхивает страсть; эпизод прерывает Комар, появившийся в их каюте с воплем: «Fire in the hole!». Оказывается, именно Комар подложил ключ в бутылку и обманул Дока, сказав ему не взрывать корабль сразу под предлогом того, чтобы они отошли подальше. После смерти Длинного Комар не может смотреть на безмятежное поведение Дока и Яна и теперь хочет помочь Вампиру остановить их.
Вампир, Рита и Комар собираются напасть на военную базу, где находится дирижабль, и уничтожить диски, но для полного успеха миссии им нужен Максим, и Вампиру приходится обманом заполучить его в команду. Изображая новобрачных, Рита и Максим подбираются к парадному входу базы, и Максим нападает на часовых. Вампир и Комар атакуют вышки. Охрана собирается запустить дирижабль, но Вампир взрывает КПП, а Комар уничтожает заправочный модуль. Вампир, Рита и Максим попадают внутрь дирижабля, готовые расправиться с Доком и Яном, а после и с дисками, но неожиданно Комар запирает их в каюте для допроса. Появившийся за стеклом соседней комнаты Док сообщает Вампиру, что он обыграл его по тактике. Док не собирался работать на Бориса Сергеевича вечно, он хотел забрать диски и начать свою игру. После этого Док, Комар и Ян собираются уйти, но неожиданно на базу въезжают два грузовика ОМОНа. Док, Комар и Ян возвращаются в комнату, чтобы договориться с Вампиром, Ритой и Максимом — Док откроет люк в их каюте, и все разойдутся тихо и мирно, но Вампир не собирается выпускать старых друзей, пока те не отдадут диски. Максим приходит в бешенство от принципов Вампира и нападает на него. Рита ранит Максима. Ян просит Дока бросить диски и делать, как говорит Вампир, но Док огрызается, заметив, что его никто гнуть не будет. В истерике Док пытается закрыть люк в своей каюте и оставить Вампира, Риту и Максима лицом к лицу с ОМОНом, но тут же Ян стреляет в Дока. Он посчитал, что с Доком у них не будет шансов. Комар пытается атаковать Яна, но тот берёт его на прицел и сообщает о своих мыслях. Отдав диски Вампиру, Комар и Ян убегают. Вампир и Рита тянут раненного Максима, и их хватает ОМОН. Уже на выходе с базы Вампир и Лебедев встречаются лицом к лицу. Вампир слегка улыбается, и его сажают в грузовик.
Проходит несколько лет. Вампир выходит из тюрьмы, его встречает Рита, а в машине Вампир видит своего сына, который играет в игровую приставку.

## В ролях
- Дмитрий «Вампир» Орлов — Сергей Чирков
- Рита Смирнова — Марина Петренко
- Руслан «Доктор» Авдеев — Павел Прилучный
- Кирилл «Комар» Комаренко — Евгений Харланов
- Ян Зац — Нодар Сирадзе
- Макс — Алексей Бардуков
- Лена — Агния Дитковските
- Полковник Сергей Викторович Лебедев — Борис Тенин
- Виктор Покровский — Михаил Горевой
- Контрабандист Шимич — Сергей Газаров
- Артём Покровский — Дмитрий Мартынов
- Борис Сергеевич Громов — Виктор Вержбицкий

## Отзывы и оценки
Фильм получил преимущественно положительные отзывы в прессе, в том числе от таких изданий как «7Дней.ру», Film.ru, «Мир фантастики». Нейтральные оценки дал Time Out.

В рецензии на сайте KG-Portal подчёркивается удачный сюжет фильма: 
Но самая главная заслуга «Нового уровня» в том, что кино выглядит настоящим сиквелом, а не попыткой размазать тонкий слой остатков съёмочного материала по немалой площади двухчасового хронометража. Сюжет является цельной историей, ударно подхватывающей напряжённую, словно тетива лука На-Ви, концовку первой части. Причём на протяжении всего действа сценарий даже не думает сбавлять оборотов, подкидывая немного неожиданные и обескураживающе логичные сюжетные твисты.

Рецензия от сайта Interfax.ru, напротив, отрицательная. В ней отмечается, что 
тупиковая ситуация с попыткой сделать качественный и крутой молодёжный боевик удалась создателям лишь наполовину, потому что заданного самим себе ритма и, если хотите, стиля, из съёмочной группы проекта «На игре» не выдержал никто, кроме Павла Прилучного. Его злодей Док окончательно и бесповоротно прекрасен и дерзок, про остальные доработки над образами благородного Вампира, воинственной Риты, честного Максима, коварного Комара и других сказать совсем нечего. Упрекнуть в недобросовестности Павла Санаева и его команду не поворачивается язык, но мысли о второй части фильма испаряются со скоростью летучих веществ.

## Продолжение
26-го марта 2011 года Вячеслав Муругов, генеральный директор телевизионного канала «СТС», в своём Твиттере, сообщил о том, что снимается продолжение фильмов «На игре» и «На игре 2. Новый уровень», 8-серийный телевизионный фильм «Геймеры», премьера которого состоялась на «СТС» весной, 12 марта 2012 года. В проекте принимает участие тот же актёрский состав, кроме Марины Петренко и Алексея Бардукова, что и в фильмах Павла Санаева.